# Maison de la Rodde
La maison de la Rodde est une maison située en France sur la commune de Blesle, dans la région Auvergne-Rhône-Alpes.

## Localisation
La maison est située dans le département français de la Haute-Loire, sur la commune de Blesle, dans l'ancienne région administrative d'Auvergne.

## Historique
Construite au cours du XVIIe siècle et réaménagée à la fin du XVIIIe siècle, avec des modifications apportées à la charpente, aux toitures et aux décors intérieurs, cette demeure est représentative des habitations érigées dans le bourg par les familles aisées.

## Description
À l'intérieur, on trouve un ensemble substantiel de boiseries et de cheminées en pierre datant des XVIIe et XVIIIe siècles. Les dépendances, situées du côté du jardin, comprennent une galerie en bois utilisée comme grenier à chanvre.

## Protection
La maison est inscrite au titre des monuments historiques par arrêté du 24 novembre 2003.